# Imagine (sång)
Imagine är en sång skriven av den brittiske popsångaren John Lennon efter brytningen med den brittiska popgruppen The Beatles. Imagine utkom på singel 1971 och har varit enormt inflytelserik världen runt tack vare sitt fredsbudskap, och betydde mycket för Lennons solokarriär. Imagine är förmodligen Lennons mest berömda sång. Sången finns med på John Lennons album Imagine från 1971 (nymixad version 2018). Låten Imagine gavs 1971 också ut som singel med låten It's So Hard på baksidan.
Förutom fredsbudskapet innehåller låten också predikning mot såväl enskilt ägande som religiös tro. Lennon var här påverkad av såväl marxismen som Arthur Janovs primalterapi. 
Det ateistiska budskapet inleder låten med texten: Imagine there's no heaven, it's easy if you try, no hell below us, above us only sky'.
Vidare sjunger Lennon: Nothing to kill or die for and no religion too.
När världens största musiktidskrift Rolling Stone 2004 skulle ranka de 500 bästa låtarna genom tiderna hamnade "Imagine" på en tredje plats.
Dolly Parton spelade 2005 in en cover på den på albumet Those Were the Days, med David Foster.
På hösten 2018 kom Lennons änka Yoko Ono, som nu tillerkänts rollen som medförfattare, med en egen version av låten.

## Listplaceringar
| Lista (1971-1972) | Topplacering |
| ----------------- | ------------ |
| Australien        | 23           |
| Frankrike         | 9            |
| Nederländerna     | 5            |
| Norge             | 3            |
| Nya Zeeland       | 23           |
| Schweiz           | 2            |
| Sverige           | 19           |
| Spanien           | 49           |
| Österrike         | 4            |

### Fotnoter
1. 1 2  Beaumont-Thomas, Ben (10 oktober 2018). ”Yoko Ono releases new version of John Lennon's Imagine” (på engelska). The Guardian. ISSN 0261-3077. https://www.theguardian.com/culture/2018/oct/10/yoko-ono-john-lennon-imagine-warzone. Läst 1 juli 2019.
2. ↑  ”Listplacering”. Arkiverad från originalet den 11 november 2012. https://web.archive.org/web/20121111140627/http://www.charts.org.nz/showitem.asp?interpret=John+Lennon&titel=Imagine&cat=s. Läst 29 maj 2011.
3. ↑  ”Listplacering”. http://lescharts.com/showitem.asp?interpret=John+Lennon+%2F+Plastic+Ono+Band&titel=Imagine&cat=s. Läst 29 maj 2011.
4. ↑  ”Listplacering”. http://dutchcharts.nl/showitem.asp?interpret=John+Lennon&titel=Imagine&cat=s. Läst 29 maj 2011.
5. ↑  ”Listplacering”. http://norwegiancharts.com/showitem.asp?interpret=John+Lennon&titel=Imagine&cat=s. Läst 29 maj 2011.
6. ↑  ”Listplacering”. Arkiverad från originalet den 11 november 2012. https://web.archive.org/web/20121111140627/http://www.charts.org.nz/showitem.asp?interpret=John+Lennon&titel=Imagine&cat=s. Läst 28 maj 2011.
7. ↑  ”Listplacering”. http://hitparade.ch/showitem.asp?interpret=John+Lennon&titel=Imagine&cat=s. Läst 29 maj 2011.
8. ↑  ”Listplacering”. http://swedishcharts.com/showitem.asp?interpret=John+Lennon&titel=Imagine&cat=s. Läst 29 maj 2011.
9. ↑  ”Listplacering”. http://spanishcharts.com/showitem.asp?interpret=John+Lennon+%2F+Plastic+Ono+Band&titel=Imagine&cat=s. Läst 29 maj 2011.
10. ↑  ”Listplacering”. http://austriancharts.at/showitem.asp?interpret=John+Lennon&titel=Imagine&cat=s. Läst 29 maj 2011.